# C/2000 W1 (Utsunomiya-Jones)
C/2000 W1 (Utsunomiya-Jones) est une comète à longue période découverte le 18 novembre 2000 par Syogo Utsunomiya et Albert F. A. L. Jones.

## Découverte et observations
La comète fut observée pour la première fois le 18 novembre 2000 par Syogo Utsunomiya et Albert F. A. L. Jones.
Plus de 400 observations de la comète ont pu être effectuées entre le 26 novembre 2000 et le 23 janvier 2001, soit un intervalle de 58 jours, avant que l'objet ne disparaisse en février 2001. Cette durée d'observation est néanmoins suffisante pour avoir une idée raisonnable de l'orbite de la comète.

## Orbite
À partir des observations, il a pu être déterminé que la trajectoire de la comète était presque parabolique : l'excentricité de son orbite osculatrice atteignait au périhélie la valeur de 0,999 999 6 (une orbite parabolique a par définition une excentricité égale à 1). Prise telle quelle, cette valeur donne un aphélie non perturbé à 2 034 048 unités astronomiques du Soleil, soit à 32 années-lumière de notre étoile. Néanmoins ceci ne correspond pas à l'aphélie réel de la comète : il s'agit du point de l'orbite osculatrice de la comète le plus éloigné du Soleil, c'est-à-dire le point le plus éloigné de notre étoile auquel se retrouverait le corps en l'absence de toute perturbation gravitationnelle des objets extérieurs au Soleil. En réalité, l'orbite réelle d'une comète à longue période n'est correctement décrite que lorsque l'orbite osculatrice est calculée à une époque ultérieure à la sortie de la comète de la région planétaire et si le calcul est fait par rapport au barycentre du Système solaire. En utilisant JPL Horizons, les éléments orbitaux barycentriques pour le 1er janvier 2020 sont les suivants : un demi-grand axe de 832 ua, un aphélie à 1660 ua et une période d'environ 24 000 ans.